# Иерусалимский (посёлок)
Иерусали́мский — посёлок в Хворостянском районе Самарской области. Входит в состав сельского поселения Романовка.

## География
Посёлок находится на расстоянии примерно 30 км (по прямой) на северо-восток от села Хворостянка, административного центра района.

## История
Посёлок основан паломниками в XVIII веке. Ранее носил наименование Восток. Проживают в настоящее время преимущественно переселенцы из Казахстана.

## Население
| 2010 |
| ---- |
| 160  |

### Национальный состав
Согласно результатам переписи 2002 года, в национальной структуре населения русские составляли 81 % из 165 чел.